# Transsymboler
Transsymboler är olika symboler som transpersoner genom åren antagit för sig själva och transrörelsen, symboler som visar på enighet, stolthet och gemensamma värderingar. Symbolerna kommunicerar idéer, begrepp och identitet både inom den egna kulturen och utåt gentemot mainstreamkulturen. De två mest erkända internationella transsymbolerna är transflaggan och transsymbolen.

## Transflaggan

Den mest kända  av de olika transflaggor som finns är The Transgender Prideflag, i Sverige ofta kallad transflaggan. Transflaggan skapades av amerikanen och transkvinnan Monica Helms 1999, och visades första gången vid en Pride-parad i Phoenix, Arizona, USA 2000.
Flaggan representerar transsamhället och består av fem horisontella ränder: två ljusblå, två rosa och en vit i mitten.
Helms har beskrivit innebörden av transflaggan som följer:
"Ränderna på toppen och botten är ljusblå, den traditionella färgen för pojkbebisar. Ränderna bredvid dem är rosa, den traditionella färgen för flickbebisar. Randen i mitten är vit, för dem som är intersexuella, genomgår könskorrigerande behandling eller anser sig ha en neutral eller odefinierad kön. Mönstret är sådant att oavsett vilket sätt du än visar det, är det alltid rätt och betyder att vi finner korrekthet i våra liv."
I flera städer i Europa hissas transflaggan både under pridefestivaler och under Transgender Day of Remembrance, minneshögtiden den 20 november då man minns och visar respekt för de transpersoner som dödats i hatbrott.

## Transsymbolen

Transsymbolen

Transsymbolen kombinerar tecknen för man, kvinna samt en kombinerad form av dessa på en rosa triangel. Symbolen står för stolthet och kamp för lika rättigheter för alla transpersoner.
Den ursprungliga och mest spridda versionen av transsymbolen skapades 1993 av Holly Boswell. Den kombinerar symbolerna för man och kvinna, som symbol både för den övergång mellan två kön som en del transpersoner genomgår och för dem med manlig eller kvinnlig identitet, med en tredje symbol för de transpersoner som identifierar sig som icke-binära, det vill säga de som inte är entydigt män eller kvinnor. Symbolen visar en cirkel med en pil som skjuter ut från det övre högra delen, ett kors som skjuter ut från botten och ett pilförsett kors som skjuter ut från över vänstra delen. Ursprungligen var symbolen blå och placerad på en rosa triangel, men idag förekommer den ofta friliggande och även i andra färger. Unicode: [⚧] = [U + 26A7]

## Övriga transsymboler

### Ickebinära flaggan

Ickebinära flaggan

Den ickebinära flaggan är en prideflagga som representerar den ickebinära gemenskapen. Den designades av Kye Rowan 2014.
Flaggan består av fyra lika stora horisontella fält i färgerna gul, vit, lila och svart.
Den gula randen representerar personer utanför den binära könsnormen. Den vita randen representerar personer med flera kön. Den lila randen representerar människor som identifierar sig specifikt som en blandning av man och kvinna. Den svarta randen representerar personer som är agender.
Under Eurovision 2024 smög den schweiziska sångaren Nemo, som kom på första plats, in en ickebinär flagga i öppningsceremonin. Trots att flaggan var förbjuden att visa, publicerade Eurovisions officiella Instagram-konto en bild av den efter tävlingen. 

### Agender flaggan

Agender flaggan

Flaggan består av sju lika stora horisontella fält  där det mittersta är grönt och de omgivande på båda sidor är vita, grå och svarta. Symbolen skapades 2014  av Salem X (they/she). De svarta och vita fälten representerar avsaknaden av kön. De grå fälten representerar dem som är delvis agender. Det gröna fältet representerar ickebinära könsidentiteter.

### Gender-fluid flaggan

Gender fluid flaggan

Flaggan består av fem lika stora horisontella fält  där det översta är rosa, följt av ett vitt, ett lila, ett svart och ett blått fält. Symbolen skapades 2012  av  JJ Poole. Det rosa fältet representerar femininitet, det vita avsaknad av kön, det lila androgynitet, det svarta ickebinäraitet och det blå maskulinitet.

### Genderqueer flaggan

Genderqueer flaggan

Flaggan består av tre lika stora horisontella fält  där det översta ärr laveldelfärgat, följt av ett vitt och ett grönt fält.Symbolen skapades 2011  av  Marilyn Roxie. Det lavendelfärgade fältet är en blandning av rosa och blått, de traditionella färgerna associerade med femininitet och maskulinitet och representerar androgynitet. Det vita representerar perosner som är agender och det mitterata fältet av transflagganDet gröna fältet är motsatsen till det lavendelfärgade och representerar ickebinära identiteter.

### Nyare transsymbol

En nyare version av transsymbolen skapades 2013 av Rumpus Parable. Den är inte lika spridd och inkluderar även de transpersoner som inte identifierar sig som något kön alls, genom att även innehålla ett snedstreck i mitten av cirkeln, anspelande på vanliga tecken för exkludering.

## Källhänvisningar
1. ↑  A Storied Glossary of Iconic LGBT Flags and Symbols Matt Petronzio, 13 June 2014
2. ↑  Gay and Lesbian Times Arkiverad 21 mars 2012 hämtat från the Wayback Machine. Brian van de Mark, 10 May 2007
3. ↑  ”A Brief History of the Evolution of the Pride Flag”. austintexas.gov. https://www.austintexas.gov/sites/default/files/files/ATD%20PIO/Smart%20Mobility/Pride%20Flag%20Update%2005.26.22.pdf.
4. ↑  Shotwell, Alyssa (2022-05-31). ”The History & Meaning Behind the Nonbinary Flag Design” (på engelska). The Mary Sue. https://www.themarysue.com/nonbinary-flag-colors-design-explained/.
5. ↑  ”2SLGBTQ+ community flags and what they stand for” (på amerikansk engelska). Hamilton City Magazine. 2023-06-19. https://hamiltoncitymagazine.ca/2slgbtq-community-flags-and-what-they-stand-for/.
6. ↑  Català, Elisenda Forés (2024-05-17). ”Nemo criticizes Eurovision after his victory: "I had to sneak in the flag of my non-binary gender"”. Ara in English. https://en.ara.cat/misc/nemo-criticizes-eurovision-after-his-victory-had-to-sneak-in-the-flag-of-my-non-binary-gender_1_5032425.html.
7. ↑  Ragozhina, Nadia (2024-05-13). ”Eurovision song contest: EU lodges official complaint over flag ban”. BBC. https://www.bbc.com/news/articles/cw4dd9lzx02o.
8. 1 2 3  ”Pride Flags”. UBC Equity  Inclusion Office-Okanaga Campus. https://equity.ok.ubc.ca/pride-flags/. Läst 31 januari 2025.